# FC Copenhaga
FC Copenhaga este un club de fotbal din Copenhaga, Danemarca, care evoluează în Superliga Daneză. Echipa a fost înființată în 1992, iar în 2006 a ajuns pentru prima dată în istorie în grupele Ligii Campionilor. Își dispută meciurile de pe teren propriu pe stadionul Parken, același pe care joacă și selecționata Danemarcei.

## Europa
- UEFA Europa League
  -  Șaisprezecimi (1) : 2010
  - UEFA Champions League
  - Șaisprezecimi (1): 2024

## Coeficient UEFA
(La 3 mai 2013), Sursa: uefa.com website
| Poziția | Echipa     | Puncte |
| ------- | ---------- | ------ |
| 44      | Bilbao     | 52.605 |
| 45      | Copenhagen | 47.140 |
| 46      | Napoli     | 46.829 |

## Lotul actual
La 7 iulie 2025.
| Nr. |           | Poziție | Jucător                   |
| --- | --------- | ------- | ------------------------- |
| 1   | Anglia    | P       | Nathan Trott              |
| 4   | Zimbabwe  | F       | Munashe Garananga         |
| 5   | Brazilia  | F       | Gabriel Pereira           |
| 6   | Grecia    | F       | Pantelis Chatzidiakos     |
| 7   | Suedia    | M       | Viktor Claesson (căpitan) |
| 8   | Danemarca | M       | Magnus Mattsson           |
| 9   | Germania  | A       | Youssoufa Moukoko         |
| 10  | Norvegia  | M       | Mohamed Elyounoussi       |
| 11  | Suedia    | A       | Jordan Larsson            |
| 12  | Danemarca | M       | Lukas Lerager             |
| 13  | Mexic     | F       | Rodrigo Huescas           |
| 14  | Danemarca | A       | Andreas Cornelius         |
| 15  | Peru      | F       | Marcos López              |
| 16  | Brazilia  | M       | Robert Silva              |
| 17  | Danemarca | M       | Victor Froholdt           |
| 19  | Algeria   | A       | Amin Chiakha              |

| Nr. |           | Poziție | Jucător                                            |
| --- | --------- | ------- | -------------------------------------------------- |
| 21  | Danemarca | P       | Theo Sander                                        |
| 22  | Franța    | F       | Yoram Zague (împrumutat de la Paris Saint-Germain) |
| 23  | Polonia   | M       | Dominik Sarapata                                   |
| 24  | Norvegia  | F       | Birger Meling                                      |
| 27  | Danemarca | M       | Thomas Delaney                                     |
| 28  | Ungaria   | M       | Hunor Németh                                       |
| 30  | Tunisia   | M       | Elias Achouri                                      |
| 31  | Islanda   | P       | Rúnar Alex Rúnarsson                               |
| 36  | Danemarca | M       | William Clem                                       |
| 38  | Danemarca | M       | Oliver Højer                                       |
| 40  | Suedia    | M       | Roony Bardghji                                     |
| 42  | Danemarca | M       | Jonathan Moalem                                    |
| 49  | Norvegia  | M       | Liam West                                          |
| 61  | Danemarca | P       | Oscar Buur                                         |
| —   | Rusia     | A       | German Onugkha                                     |